# Dana (Iowa)
Dana és una població dels Estats Units a l'estat d'Iowa. Segons el cens del 2000 tenia 84 habitants.

## Demografia
Segons el cens del 2000, Dana tenia 84 habitants, 29 habitatges, i 20 famílies. La densitat de població era de 115,8 habitants per km².
Dels 29 habitatges en un 41,4% hi vivien nens de menys de 18 anys, en un 51,7% hi vivien parelles casades, en un 3,4% dones solteres, i en un 27,6% no eren unitats familiars. En el 20,7% dels habitatges hi vivien persones soles el 6,9% de les quals corresponia a persones de 65 anys o més que vivien soles. El nombre mitjà de persones vivint en cada habitatge era de 2,9 i el nombre mitjà de persones que vivien en cada família era de 3,29.
Per edats la població es repartia de la següent manera: un 31% tenia menys de 18 anys, un 11,9% entre 18 i 24, un 29,8% entre 25 i 44, un 19% de 45 a 60 i un 8,3% 65 anys o més.
L'edat mediana era de 31 anys. Per cada 100 dones de 18 o més anys hi havia 114,8 homes.
La renda mediana per habitatge era de 33.750 $ i la renda mediana per família de 30.625 $. Els homes tenien una renda mediana de 26.250 $ mentre que les dones 21.250 $. La renda per capita de la població era d'11.199 $. Cap de les famílies i el 8,8% de la població estaven per davall del llindar de pobresa.

## Poblacions més properes
El següent diagrama mostra les poblacions més properes.